# 日本社会人バスケットボール連盟
日本社会人バスケットボール連盟（にほんしゃかいじんバスケットボールれんめい）は、2017年3月30日付で設立された日本のバスケットボール競技団体である。

## 設立経緯
2016年に開幕した男子プロB.LEAGUE及び男子セミプロB3リーグや、女子セミプロWリーグを頂点とする競技団体再編により、実業団、クラブチーム、教員チーム、家庭婦人チームを統合。地域リーグなどとの連携を図るピラミッド型運営、全国で1年を通してどこでも開催ができる環境整備、並びに生涯スポーツとして、バスケットボールを年齢・性別に関係なく楽しめる環境づくりの3点を柱にした「協議環境整備の方針」を2015年7月に、ガバナンス改革委員会と日本バスケットボール協会、B.LEAGUE将来構想委員会の「社会人カテゴリー活性化推進会議」で決議した。
また、都道府県ごとに異なる環境だったバスケットボールを統一した組織にすることで、日本のバスケットボールに関わる競技関係者が公平にバスケットボールのできる環境を整備し、バスケットボールをやりたいと思ったときにいつでもどこでもできる環境を作り出して競技者の人口を増やすことや、生涯を通してバスケットボールができる環境づくりを整えることを目的とし、社会人の4団体を統合した組織として当団体が設立された。

## カテゴリ
- 社会人全国（SBL-SB1）
- 社会人地域（SBL-SB2）
- オープン
- O-40（40歳以上）
- O-50（50歳以上）
- エンジョイ（女子）

## 主催大会
- 日本社会人バスケットボールリーグ
- 全日本社会人バスケットボールプレミアムチャンピオンシップ
- 全日本社会人バスケットボール選手権大会
- 全日本社会人O-40・O-50バスケットボール選手権大会
- 全国ゴールデンシニアバスケットボール大会
- 日本社会人レディースバスケットボール交流大会

## 傘下団体
- 日本実業団バスケットボール連盟
- 日本クラブバスケットボール連盟
- 全日本教員バスケットボール連盟
- 日本家庭婦人バスケットボール連盟

## トップリーグとのかかわり
男子のセミプロバスケットボールリーグ・B3リーグへの昇格に際しての審査は、2018-19年度については2017年日本社会人バスケットボール選手権プレ大会に出場したクラブを基本とし、当年度に限り、和歌山トライアンズについても審査対象とする（トライアンズは2016-17シーズンの参加審査の対象となったがB3昇格が認められず継続審議中となった）。また2019-20年度以後は本団体が推薦したクラブをB3昇格の対象とするとしている。またB3に昇格する場合にはB3準加盟ライセンス（仮称）を発行することを義務付けるとしている。
女子のWリーグへの昇格については、将来的に入れ替え戦を導入することで検討している。